# Weingut Acham-Magin
Das Weingut Acham-Magin ist in der vorderpfälzischen Gemeinde Forst an der Weinstraße angesiedelt. Es bewirtschaftet eine Rebfläche von etwa 10 ha und ist Mitglied des Verbands Deutscher Prädikatsweingüter (VDP). Das Gutsgebäude ist in der Denkmalliste des Landes Rheinland-Pfalz als Einzeldenkmal geführt.

## Geschichte
Gegründet wurde das Weingut 1711. Es gehörte 1908 zu den Mitgründern des Vereins der Naturwein-Versteigerer der Rheinpfalz, einer Vorgängervereinigung des 1910 gegründeten VDP, und ist seitdem ohne Unterbrechung Mitglied im VDP. Seit 1994 wird das Weingut von Anna-Barbara Acham und Vinzenz Troesch geleitet.
Im Gutsgebäude wurde früher, ab 1712, das Wirtshaus „Zum Engel“ betrieben; ein mit diesem Jahr datiertes Aushängeschild ist erhalten und wurde dem Historischen Museum der Pfalz (Speyer) zur Verfügung gestellt.

## Gebäude

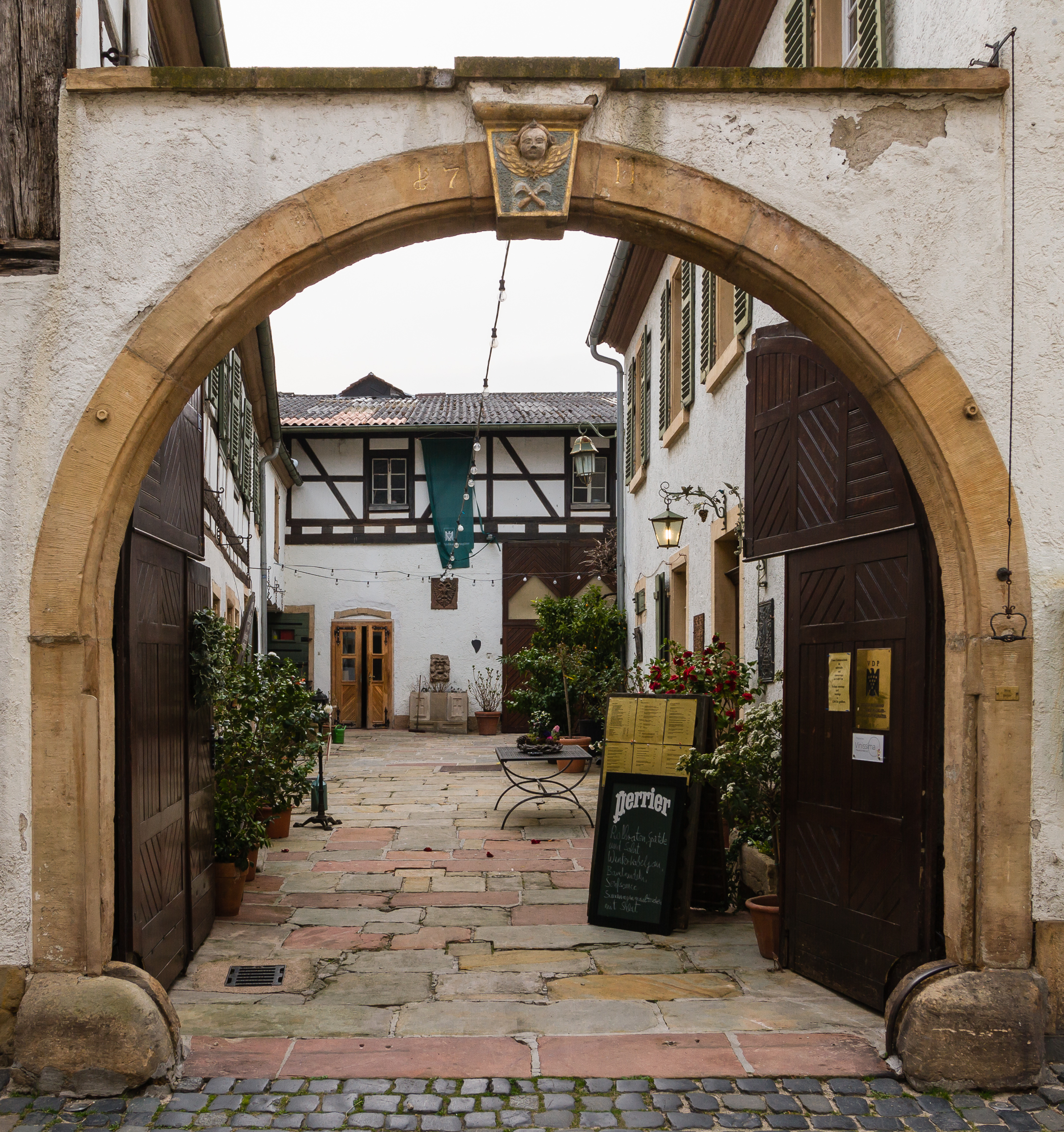
Torfahrt, bezeichnet 1711

Das Gutsgebäude ist ein Dreiseithof, an der Deutschen Weinstraße in der Ortsmitte gelegen, als südöstlicher Nachbar der Kirche St. Margareta. Der nördliche Gebäudeteil, das um 1820 errichtete Wohnhaus, trägt ein Krüppelwalmdach; der südliche, spätbarocke Teil ist schmaler, sein Obergeschoss ist mit Fachwerk versehen. Beide Gebäudeteile sind zur Weinstraße hin giebelständig. Ein Keller mit Tonnengewölbe zieht sich von dem Wohnhaus ein Stück Richtung Westen in den Hang hinein.
Das Rundbogentor ist mit der Jahreszahl 1711 bezeichnet, dem Gründungsjahr des Weinguts. Auf dem Schlussstein sind ein Engelskopf und zwei gekreuzte Winzermesser abgebildet.

## Lagen und Rebsorten
Zu den bewirtschafteten Weinlagen gehören unter anderem Kirchenstück, Pechstein, Ungeheuer und Musenhang (alle Forst); Herrgottsacker, Mäushöhle, Paradiesgarten und Kieselberg (alle Deidesheim); außerdem Reiterpfad (Ruppertsberg). Der Anteil der Rebsorte Riesling liegt bei ca. 75 %, derjenige der Rebsorte Pinot Blanc bei 7 %. Daneben werden Spätburgunder, Scheurebe, Chardonnay, Grauburgunder, Dornfelder, Merlot und Gewürztraminer angebaut.